# Bloemkoolwijk

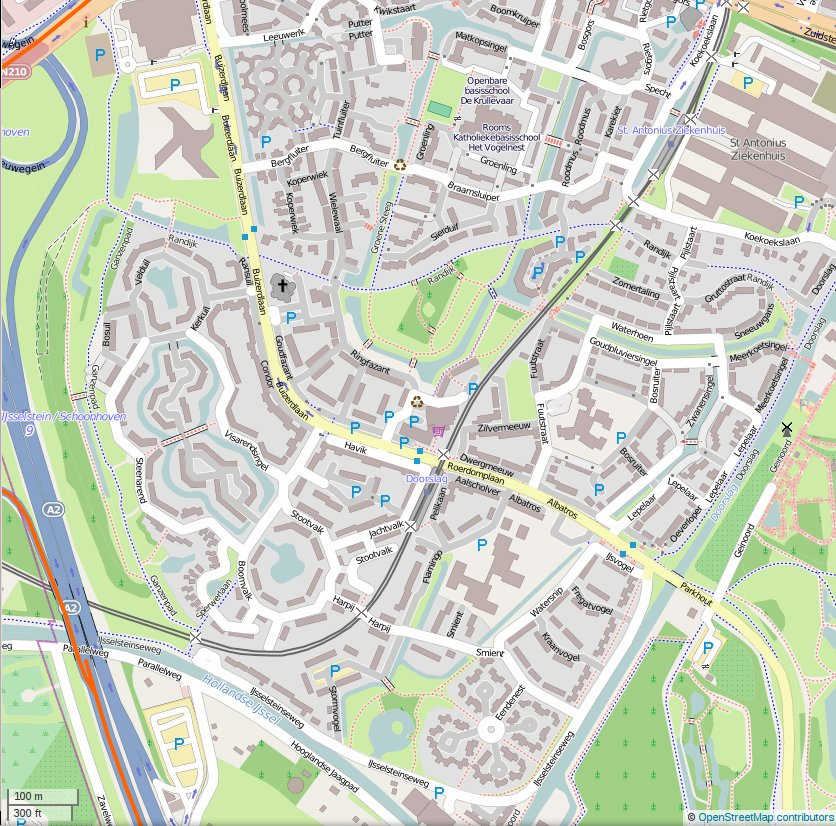
Plattegrond van de bloemkoolwijk Doorslag in Nieuwegein.

Een bloemkoolwijk of woonerfwijk is een type woonwijk dat sinds 1970 in Nederland werd gebouwd. Zij kenmerkt zich door een bloemkoolstructuur of "boomstructuur" met sterk hiërarchisch geordende verkeersstromen, waarbij het doorgaande verkeer over een ringweg (of een beperkt aantal hoofdwegen) wordt geleid. De woonerven zijn als bloemkoolroosjes op de hoofdwegen "geplant" en hebben maar één (rondlopende of doodlopende) toegang, waardoor ze autoluw zijn. De eerste woonerven ontstonden eind jaren zestig in de woonwijk Emmerhout in Emmen. 

## Kenmerken
Bas van der Laan noemt als enkele kenmerken voor deze wijken: groene, diffuse opzet van de wijk; duidelijke hoofdstructuur (ringweg), waar diverse buurten met een lus of doodlopende straat op zijn aangesloten; autoluw, geen fysiek onderscheid tussen weg en trottoir; grondgebonden woningen met een voor- en achtertuin; veel openbaar groen rondom de woningen; stevige groenstructuur in en om de wijk, vaak gecombineerd met water. 

## Achtergrond
Planologen en stedenbouwkundigen gebruikten de term 'bloemkoolwijk' in de ruimtelijke ordening en planologie voor een specifiek stedelijk woonmilieu uit de periode 1970 – 1985. Stedenbouwkundig en planologisch gezien markeren de woonmilieus uit die periode een keerpunt binnen de Nederlandse stadsontwikkeling van na 1945. Het ontwerp van de bloemkoolwijk was een reactie op de planningsdoctrine en ontwerpgedachte van de nieuwe zakelijkheid en de daarmee gepaard gaande strokenbouw en stempelstructuur. De bloemkoolwijk vormt een intermezzo tussen de functionalistische en monolithische wijken van na de Tweede Wereldoorlog en de eclectische en retrospectieve stijlen van de jaren negentig. Een illustratie van een woonwijk met een bloemkoolontwerp verscheen voor het eerst in Nederland in 1972 in het magazine Baksteen. Hoewel de planoloog Niek de Boer vaak wordt opgevoerd als de geestelijk vader van de bloemkoolwijk, is dit type wijk waarschijnlijk in 1957 bedacht door de Duitse architect Walter Schwagenscheidt.

## Voorbeelden
Enkele typerende voorbeelden van bloemkoolwijken zijn De Laar in Arnhem, Peelo in Assen, Merenwijk en Stevenshof in Leiden, Weezenhof in Nijmegen, Holy-Noord in Vlaardingen en het stadsdeel Almere Haven in Almere, de wijk Tuikwerd in Delfzijl, maar er zijn nog vele andere, zoals meervoudig toegepast in de regio Gooi en Vechtstreek, waarvan Huizermaat (Huizen) en Hilversumse Meent, maar ook Aetsveld (Weesp) en de Bijvanck (Huizen/Blaricum) genoemd kunnen worden.

## Kritiek
Bloemkoolwijken zijn veelvuldig bekritiseerd. Veel stedenbouwkundigen en architecten noemen de wijken lelijk, niet-bewoners klagen over het doolhof aan vertakkingen, waardoor verdwalen gemakkelijk is. Bewoners wonen er echter graag. Ze waarderen de ruimtelijke structuur, het groen en de hofjes, bleek in 2013 uit een enquête onder 1400 bewoners van bloemkoolwijken. 